# Jean-François Poitevin
Jean-François Anicet Poitevin est un homme politique français, ancien député du Var, né le 17 avril 1752 à Barjols et décédé dans cette même ville le 19 janvier 1840 à l'âge de quatre vingt sept ans. 

## Biographie
Jean-François Poitevin, né à Barjols le 17 avril 1752, devient notaire dans sa ville natale. En 1790, il est nommé accusateur public. À partir de décembre 1790, il occupe le poste de commissaire-liquidateur des affaires communes. À la suite de son mandat de député, il reprend sa carrière juridique, pour devenir conseiller à la cour royale d'Aix-en-Provence. Il est décoré de la Légion d'honneur, avec le grade de Chevalier, le 17 août 1824.

## Carrière politique
Jean-François Poitevin devient député du Var le 15 septembre 1791. Son mandat prend fin le 20 septembre 1792.

## Pour en savoir plus